# Maria Tenicheva

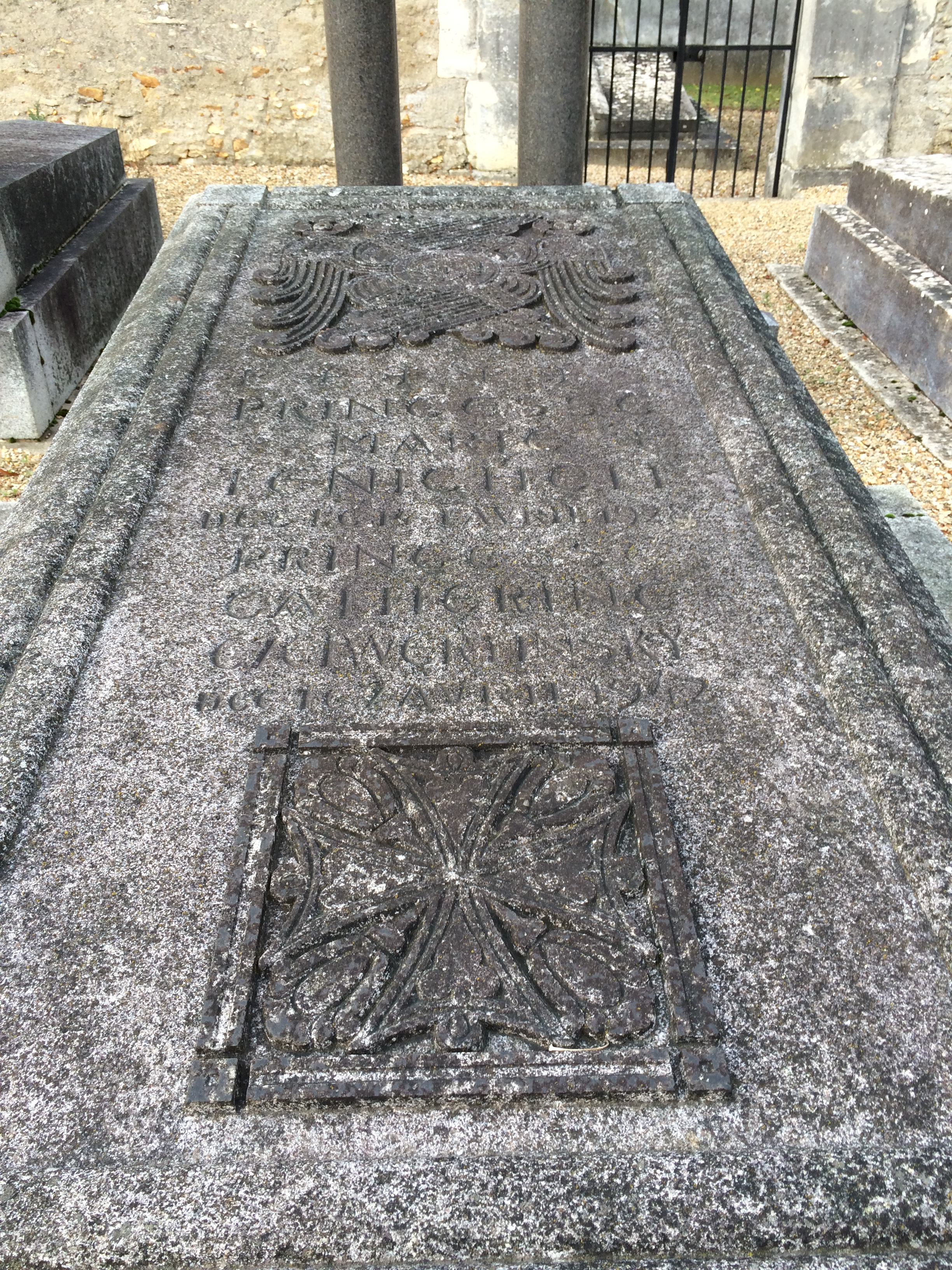
Sépulture au cimetière de La Celle-St-Cloud (Yvelines).

La princesse Maria Klavdievna Tenicheva (en russe : Мария Клавдевна Тенишева), connue en France à l'époque comme princesse Tenicheff, née le 1er juin 1858 à Saint-Pétersbourg et morte le 14 avril 1928 à La Celle-Saint-Cloud, près de Paris, est une mécène russe, collectionneuse d'œuvres d'art et elle-même artiste : elle travailla l'émail et ouvrit une école d'art et d'artisanat célèbre, dans son domaine de Talachkino, près de Smolensk. Elle émigra en France, après la révolution bolchévique.

## Biographie

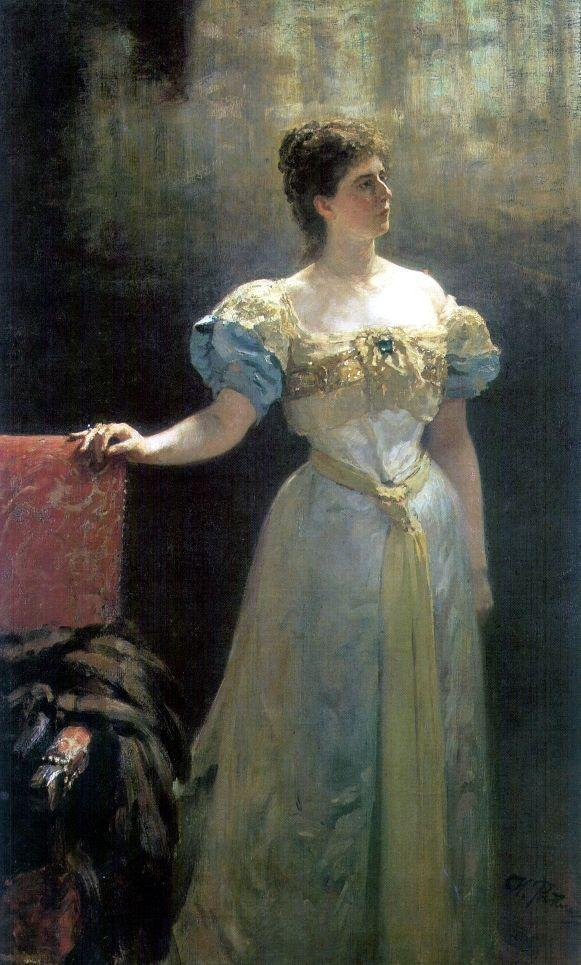
La princesse Tenicheva par Répine.

Née Maria Piatkovskaïa, elle est élevée par sa mère et son beau-père Moritz von Desen dans une ambiance cultivée et raffinée. Elle fait des études d'art à Saint-Pétersbourg, puis à Paris à l'Académie Julian. Après un premier mariage de jeunesse avec Rafaïl Nikolaïev, elle épouse en 1892 en secondes noces, le prince Viatcheslav Nikolaïevitch Tenichev. C'est un industriel extrêmement fortuné, mais elle n'est pas acceptée dans cette famille princière. Indifférente à cette hostilité mondaine, elle se sert de la fortune de son mari pour ouvrir une école de dessin à Saint-Pétersbourg, puis une autre à Smolensk. Elle crée à Smolensk un musée d'art antique russe. En 1911, elle fait don au Musée d'ethnographie et d'art décoratif de sa collection d'art populaire russe.
Ce qui tenait le plus à cœur de la princesse, c'était la création dans son domaine de Talachkino, qu'elle avait acquis en 1893, d'une école d'artisanat afin de redonner vigueur aux traditions artisanales russes, à une époque où l'on assistait à un renouveau du style néo-russe. En Europe aussi, surtout en Europe du Nord, on redonnait vie aux différents folklores et souffle aux esprits artistiques qui exprimaient les multiples génies nationaux. Son domaine agricole était aussi géré de façon moderne. Elle avait pour but de promouvoir la situation de ses paysans. Elle ouvre en 1894 une école agricole à Flionovo non loin de sa demeure, pour laquelle elle fait venir des professeurs renommés et ouvre une vaste bibliothèque. Elle fait décorer l'église par Nicolas Roerich.
Elle subventionne le mouvement Mir Iskousstva, à l'instar de son ami le riche mécène Savva Mamontov, et apporte son aide matérielle à Alexandre Benois ou à Serge de Diaghileff et à d'autres représentants talentueux du Siècle d'argent, comme Ivan Bilibine.
En juillet 1908, elle est commissaire d'exposition de la section russe au premier London Salon organisé par l'Allied Artists' Association.
Après la Révolution d'Octobre, elle se réfugie avec sa fille Liza en Crimée qui n'était pas encore dominée par les Rouges, puis s'enfuit en France, en mars 1919. Elle s'installe dans la villa « Les Iris » située à La Celle-Saint-Cloud. Elle y meurt le 14 avril 1928 et est enterrée dans le cimetière ancien. 
Ses Mémoires recouvrant la période de sa vie d'avant 1917 sont publiés après sa mort.

## Œuvres
- Denis Roche, L'Art russe : Les emaux champlevés de la Princesse Marie Tenichev: 20 planches en couleurs. — Paris : J. Povolozky & Cie, 1909.